# Változat (rendszertan)
A változat (latinul: varietas, rövidítése var.) egy másodlagos taxon a növényrendszertanban, amely a faj és az alfaj alatt helyezkedik el. A változat olyan csoportot jelöl, amelyeknek eltérő tulajdonságai állandóak, de térben és időben nem izolálódnak. Polimorf fajoknál fordul elő. Ilyen tulajdonságnak tekinthető például a piros gólyaorrnál a virág színe, mely a Geranium sanguineum esetében bíbor, a Geranium sanguineum var. striatum esetében rózsaszínes fehér. Előfordulhat, hogy egy változatot tovább osztanak alváltozatokra (subvarietas, rövidítése subvar.). Régebben használatos volt a változat feletti változatcsoport (convarietas, rövidítése convar.) is, de az ma már csak informális kategória, mivel a Botanikai Nevezéktan Nemzetközi Kódexében nem szerepel.
A Zoológiai Nevezéktan Nemzetközi Kódexe jelenleg nem fogad el az alfaj szintje alatti taxonokat, így a változatot sem, de régebben elfogadott volt, és informális kategóriaként esetenként ma is használatos. A szabályzat az 1961 előtt változatként leírt taxonokat alfajként ismeri el, az ez után változatként leírtakat pedig nem fogadja el, vagyis ezek formálisan nem is léteznek.
A Bakteriológiai Nevezéktan Nemzetközi Kódexe sem fogadja el ma már a változatokat, de az 1992 előtt leírtakat alfajként ismeri el.

## A változat a Botanikai Nevezéktan Nemzetközi Kódexében
A Botanikai Nevezéktan Nemzetközi Kódexe (International Code of Botanical Nomenclature, ICBN) értelmében a változat és az alváltozat infraspecifikus, azaz a faj szintje alatti taxonok. A faj, illetve az alfaj és az alak között helyezkedik el:
- Faj (species)
  - Alfaj (subspecies)
    - Változat (varietas)
      - Alváltozat (subvarietas)
        - Alak (forma)
          - Alalak (subforma)

A változat tudományos neve a generikus névből (a nemzetség neve), a specifikus jelzőből (faji jelző) és az infraspecifikus jelzőből áll. Habár elméletileg nem a név része, a taxon szintjét jelezni kell, mivel egy jelző több faj alatti taxonszinthez (alfajhoz, alakhoz) is tartozhat, és ezért nem lenne egyértelmű, hogy melyikről van éppen szó. A változat esetében a bevett jelzés a var. rövidítés az infraspecifikus jelző előtt:
Pteridium aquilinum var. caudatum (L.) Sadeb.
de elfogadott a teljes varietas kiírása is:
Pteridium aquilinum varietas caudatum (L.) Sadeb.
A változat nincs feltétlenül besorolva alfajba, de ha be van sorolva, akkor az az alábbi módon tüntethető fel (a különböző szintű taxonok leíróival együtt):
Pteridium aquilinum (L.) Kuhn subsp. caudatum (L.) Bonap. var. caudatum (L.) Sadeb.
de ez el is hagyható:
Pteridium aquilinum var. caudatum (L.) Sadeb.